# Maximilian Schüller
Maximilian Schüller (* 25. März 1860 in Prag; † 28. Februar 1932 in Wien) war ein tschechisch-österreichischer Industrieller. Im späten 19. und frühen 20. Jahrhundert gehörte er zu den frühen Unternehmern in der Textilindustrie in Österreich.
Schüller war Sohn eines Handelsagenten und selbst ursprünglich als Kaufmann tätig. Ende der 1880er-Jahre begann er, seine Firma Schüller & Co. aufzubauen, die industriell Strick- und Wirkwaren erzeugte. Zu diesem Zweck baute und kaufte die Firma Fabrikanlagen in Niederösterreich, so in St. Pölten und Litschau (seit 1894). Schüllers Unternehmen war ein bedeutender Textilhersteller in der Habsburgermonarchie, 1910 wurde die gewachsene Firma in eine Aktiengesellschaft mit Sitz in Wien umgewandelt und hieß nun Schüller & Co. AG. Das Schwergewicht legte man auf Strickgarn und Strumpfwaren. Nach Schüllers Tod hatte das Unternehmen bis in die 1980er Jahre Bestand.
Maximilian Schüller besaß die Aktienmehrheit der Schüller & Co. AG, ab 1913 war er ihr Vizepräsident und ab 1923 der Präsident des Aufsichtsrats. Außerdem war er Mitglied der Permanenz-Kommission für die Handelswerte beim Handelsministerium und als solches Kommerzialrat. Außerdem war Schüller viele Jahre Präsident, dann Ehrenpräsident des Verbandes der Wirker und Stricker.